# 2007年航空
此條目列出2007年發生有關航空運輸的事件。

## 事件

### 1月
- 1月1日：發生亞當航空574號班機空難，導致機上102人全部罹難。

### 2月
- 2月4日：廣西壯族自治區百色市百色右江機場（現為百色巴馬機場）啟用。

### 3月
- 3月7日：發生加魯達印尼航空200號班機空難，導致機上21人死亡112人受傷。

### 5月
- 5月5日：發生肯亞航空507號班機空難，導致機上114人全部罹難。
- 5月26日：發生2007年三藩市國際機場跑道入侵事件，沒有人受傷。

### 6月
- 6月1日：香港國際機場二號客運大樓啟用。
- 6月14日：伊洛伊洛省伊洛伊洛市伊洛伊洛國際機場啟用。

### 7月
- 7月17日：發生巴西天馬航空3054號班機空難，導致機上187人全部罹難，地面也有12人死亡。
- 7月26日：內蒙古自治區鄂爾多斯市鄂爾多斯伊金霍洛國際機場啟用。

### 8月
- 8月8日：河北省邯鄲市邯鄲機場啟用。
- 8月9日：發生莫雷阿航空1121號班機空難，導致機上20人全部罹難。
- 8月15日：新疆維吾爾自治區阿勒泰地區布爾津喀納斯機場啟用。
- 8月20日：發生中華航空120號班機事故，導致機上4人受輕傷。

### 9月
- 9月16日：發生One-Two-GO航空269號班機空難，導致機上89人死亡43人受傷。

### 11月
- 11月7日：貴州省黔南布依族苗族自治州黔南荔波機場啟用。
- 11月9日：全羅南道務安郡務安國際機場啟用。